# ۱۷۵ (پیش از میلاد)
۱۷۵ (پیش از میلاد) ۱۷۵مین سال قبل از تقویم میلادی است.